# Capitán Futuro
Capitán Futuro (キャプテンフューチャー 1978-1979) es una serie anime japonesa creada en 1978, por el estudio de animación japonés Toei Animation, basada en las historias del mismo nombre del estadounidense Edmond Hamilton que fueron publicadas en revistas pulp entre 1940 y 1951.
A un año de la muerte de Hamilton, Toei Animation produjo la Serie de TV basado en 13 historias originales del autor. Dirigido por Shigeo Hirota, Tomoharu Katsumata y Kiyoshi Kawakubo entre otros.
La serie cuenta la historia del capitán Curtis Newton, hijo de los científicos Helen y Roger Newton, asesinados mientras estaban en una misión científica, este hecho lleva a Curtis a tomar la decisión de convertirse en un justiciero galáctico y proteger así el universo contra el mal.

## Personajes
| Personaje              | Descripción                                                                                                 |
| ---------------------- | --- |
| Capitán Futuro         | Curtis Newton                                                                                               |
| Simon Wright           | Profesor y amigo de los Newton. Crio junto con Otto y Grog al Capitán Futuro                                |
| Otto                   | Androide metamorfo creado por Roger Newton                                                                  |
| Grog                   | Robot creado por Roger Newton                                                                               |
| Joan Randall           | Apoyo logístico en la Tierra                                                                                |
| Ken Scott              | Un huérfano polizón que se une a la tripulación en el primer capítulo                                       |
| Comandante Ezra Gurney | Quien dirige la acción desde la Tierra. Es el encargado de transmitir las decisiones del Presidente Carthew |
| Iki y Doki             | Mascotas de Otto y Grog                                                                                     |

## Países
La serie fue traducida en varios idiomas para ser distribuida globalmente.
| País             | Nombre         |
| ---------------- | -------------- |
| Alemania         | Captain Future |
| Estados Unidos   | Captain Future |
| Francia          | Capitaine Flam |
| Italia           | Capitan Futuro |
| España y América | Capitán Futuro |

## Voces
Japón
| Voz               | Personaje             |
| ----------------- | --------------------- |
| Taichiro Hirokawa | Capitán Futuro        |
| Eiko Masuyama     | Joan Randall          |
| Keiichi Noda      | Otto                  |
| Kenichi Ogata     | Grag                  |
| Kazuhiko Inoue    | Ken Scott             |
| Kiyoshi Kawakubo  | Profesor Simon Wright |

Alemania
| Voz                    | Personaje             |
| ---------------------- | --------------------- |
| Helmut Krauss          | Narrador              |
| Hans-Jürgen Dittberner | Capitán Futuro        |
| Anita Kupsch           | Joan Landor           |
| Wolfgang Völz          | Otto                  |
| Friedrich G. Beckhaus  | Grag                  |
| Jochen Schröder        | Profesor Simon Wright |
| Michael Chevalier      | Ezella Garnie         |
| Sven Plate             | Ken Scott             |
| Philipp Brammer        | Ken Scott             |

Francia
| Voz            | Personaje                      |
| -------------- | ------------------------------ |
| Philippe Ogouz | Capitán Flama (Capitán Futuro) |
| Silvie Feit    | Joan Landor                    |

Los Ángeles (Versión americana)
| Voz               | Personaje      |
| ----------------- | -------------- |
| Roberto Alexander | Capitán Futuro |
| Maru Guzmán       | Joan Landor    |
| Gabriel Cobayassi | Otto           |
| Jesús Barrero     | Grog           |
| Edgar Wald        | Orly           |
| Maru Guzmán       | Ken Scott      |

## Música
La música de apertura en español fue compuesta por el israelí Shuki Levy y el chileno Memo Aguirre, y cantada por este último. La apertura original en japonés (un tema de música disco) fue interpretada por Yuki Hide.

## Lista de episodios
| #  | Título | Estreno |
| -- | --- | ------- |
| 01 | «Aparece el emperador del espacio» «Uchuu teiou arawaru» (宇宙帝王あらわる) Hispanoamérica: «El emperador del Universo»                               |         |
| 02 | «La prisión acuática de las llamas» «Honoo no umi no rougoku» (炎の海の牢獄) Hispanoamérica: «Prisionero en el mar Flamigero»                         |         |
| 03 | «El milagro de la fortaleza celestial» «Ten kakeru toride no kiseki» (天翔ける砦の奇蹟) Hispanoamérica: «La ciudad antigua»                           |         |
| 04 | «Batalla decisiva al mediodía en el satélite» «Eisei nuun no kessen» (衛星ヌーンの決戦) Hispanoamérica: «El ataque de los Magarianos»                 |         |
| 05 | «SOS hace un millón de años» «SOS 1 oku nen mae» (SOS1億年前) Hispanoamérica: «El Rey Destructor»                                                     |         |
| 06 | «El misterio del planeta santo Koom» «seinaru hoshi kuumu no nazo» (聖なる星クウムの謎) Hispanoamérica: «El Planeta Sagrado de Koom»                  |         |
| 07 | «La génesis del Sistema Solar» «Taiyoukei souseiki» (太陽系創世記) Hispanoamérica: «La Genesis del Sistema Solar»                                     |         |
| 08 | «El lejano viaje 50 millones de años atrás» «Haruka nari 50 oku nen no tabi» (遥かなり50億年の旅) Hispanoamérica: «El Viaje de 5000 Millones de Años» |         |
| 09 | «El rey de la destrucción» «Hakai ou» (破壊王) Hispanoamérica: «El emperador inmortal»                                                                |         |
| 10 | «Trampa en el fondo del mar» «Kaitei no wana» (海底の罠) Hispanoamérica: «Trampa en el Fondo del Mar»                                                 |         |
| 11 | «El temible diablo del mar» «Senritsu no umi akuma» (戦慄の海悪魔) Hispanoamérica: «El Demonio de Los Abismos»                                        |         |
| 12 | «El rey de la destrucción» «Hakai ou» (破壊王) Hispanoamérica: «El Secreto de Wrekler»                                                                |         |
| 13 | «Cuando se desvanece la atmósfera del planeta» «Wakusei ni kuuki ga nakunaru toki» (惑星に空気がなくなるとき)                                         |         |
| 14 | «La trágica estrella negra» «Higeki no ankoku boshi» (悲劇の暗黒星)                                                                                   |         |
| 15 | «La orden de Mihari» «Mihari no okite» (見張りの掟)                                                                                                   |         |
| 16 | «El planeta renace» «Yomigaeru wakusei» (よみがえる惑星)                                                                                              |         |
| 17 | «El reto de Ul Kulun» «Uru.kuurun no chousen» (ウル・クォルンの挑戦)                                                                                  |         |
| 18 | «El viaje al centro de la Tierra del clan de las tinieblas» «Kurayami zoku no sumu chitei» (暗闇族のすむ地底)                                         |         |
| 19 | «El único habitante del planeta» «Wakusei tada ichi nin» (惑星ただ一人)                                                                               |         |
| 20 | «El fantasma del planeta Transparente» «Oumei wakusei no maboroshi ningen» (透明惑星の幻人間)                                                         |         |
| 21 | «La misteriosa piedra durmiente en la galaxia» «Ginga ni nemuru shinpi no ishi» (銀河に眠る神秘の石)                                                  |         |
| 22 | «Combate a muerte en el circo galáctico» «Ginga saakasu no shitou» (銀河サーカスの死闘)                                                               |         |
| 23 | «¡Capitán Futuro muere!» «Kyaputen fuuchaa shisu!» (キャプテンフューチャー死す!)                                                                      |         |
| 24 | «El micro espacio desconocido» «Michi no mikuro uchuu» (未知のミクロ宇宙)                                                                             |         |
| 25 | «La tumba del remolino» «Uzumaku bohyou» (渦巻く墓標)                                                                                                 |         |
| 26 | «El aullido del gran flujo de hielo» «Hoeru dai koori ryuu» (吼える大氷流)                                                                            |         |
| 27 | «La historia del cazador de monstruos» «Kaijuu karyuudo wa kataru» (怪獣狩人は語る)                                                                   |         |
| 28 | «Estrella fantasmal, civilización fantasmal» «Maboroshi no hoshi maboroshi no bunmei» (幻の星幻の文明)                                                |         |
| 29 | «¡Prisioneros en el buque!» «Shuujin sen haijakku saru!» (囚人船ハイジャックさる!)                                                                    |         |
| 30 | «La gran desnervación de la galaxia» «Ginga kara no dai dassou» (銀河からの大脱走)                                                                    |         |
| 31 | «Partida desde Zero» «Zero kara no shuppatsu» (ゼロからの出発)                                                                                        |         |
| 32 | «Astronauta del polvo estelar» «Hoshikuzu no supeesu man» (星くずのスペースマン)                                                                      |         |
| 33 | «¡Buscando a Capitán Futuro!» «Kyaputen fuuchaa boshuu!» (キャプテンフューチャー募集!)                                                                |         |
| 34 | «Ubicación: El espacio del terror» «Kyoufu no supeesu. rokeeshon» (恐怖のスペース・ロケーション)                                                      |         |
| 35 | «El planeta de la aparición» «Genei no wakusei» (幻影の惑星)                                                                                          |         |
| 36 | «Las últimas armas desarrolladas» «Hanatareta saishuu heiki» (放たれた最終兵器)                                                                       |         |
| 37 | «La nave espacial ha desaparecido» «Kieta uchuusen» (消えた宇宙船)                                                                                    |         |
| 38 | «El gobernante del cometa» «Suisei no shihaisha» (彗星の支配者)                                                                                       |         |
| 39 | «La verdadera identidad de Alrus» «Arurusu no shoutai» (アルルスの正体)                                                                               |         |
| 40 | «Cuarta Dimensión: El mundo de las pesadillas» «Akumu no sekai. yon jigen» (悪夢の世界・四次元)                                                       |         |
| 41 | «El reparto del Inmortal» «Fushi mitsubai shinjikeeto» (不死密売シンジケート)                                                                         |         |
| 42 | «El reto del imperio Inmortal» «Fushi teiou no chousen» (不死帝王の挑戦)                                                                              |         |
| 43 | «La aparición de la vida y la muerte» «Nama to shi no genei» (生と死の幻影)                                                                           |         |
| 44 | «La decisión de la ciudad eterna» «Eien no to no ketsu to» (永遠の都の決斗)                                                                           |         |
| 45 | «Regresa el héroe legendario» «Yomigaere densetsu no eiyuu» (よみがえれ伝説の英雄)                                                                    |         |
| 46 | «El peligroso plan de Gragg» «Guraggu dakkai sakusen» (グラッグ奪回作戦)                                                                              |         |
| 47 | «La solitaria prisión infernal» «Hitoribotchi no jigoku kei» (ひとりぼっちの地獄刑)                                                                   |         |
| 48 | «El misterio del héroe Kafur» «Eiyuu kafuuru no nazo» (英雄カフールの謎)                                                                              |         |
| 49 | «Continúa el misterio en el espacio» «Uchuu iseki no nazo» (宇宙遺跡の謎)                                                                             |         |
| 50 | «El misterio de la semi-bestia» «Hanshishijin no nazo» (半獣人の謎)                                                                                   |         |
| 51 | «Duelo a muerte» «Shito no taiketsu» (死都の対決) |         |
| 52 | «Más allá de la luz y la oscuridad» «Hikari to yami no kanata e» (光と闇の彼方へ)                                                                     |         |